# Norbert Rakowski
Norbert Rakowski (ur. 1968 w Szamotułach) – polski reżyser teatralny i spotów reklamowych, aktor teatralny, telewizyjny i filmowy.

## Życiorys
Absolwent Państwowej Wyższej Szkoły Teatralnej w Warszawie. Studiował na Wydziale Aktorskim (w latach 1990–1994) i Wydziale Reżyserii Dramatu (w latach 1997–2001). W latach 1994–2004 był aktorem Teatru Współczesnego w Warszawie. Od 2015 roku dyrektor Teatru im. Jana Kochanowskiego w Opolu. W 2008 roku za „Plotkę” Francisa Webera otrzymał łódzką Złotą Maskę w kategorii „najlepsza reżyseria”, a w 2010 roku Grand Prix na warszawskim festiwalu Korczak za spektakl „Kieszonkowa orkiestra”.

## Filmografia
- 2019: W rytmie serca jako menedżer szpitala
- 2018: Druga szansa jako Bielski
- 2017: Miasto skarbów jako Karl Miller
- 2015: Aż po sufit! jako Krystian
- 2015: Listy do M. 2 jako ordynator
- 2015: Przyjaciółki jako Darek
- 2014: Czas honoru. Powstanie jako kurier (odc. 2–3)
- 2014: Jeziorak jako Karol Jurski
- 2012–2019: Komisarz Alex jako Adam Banach i Tadeusz Świerad
- 2012: Krew z krwi jako lekarz (odc. 2)
- 2012: Prawo Agaty jako dyrektor
- 2011: Barwy szczęścia jako podkomisarz Borek
- 2009–2015: Ojciec Mateusz jako Marian Halicki, komisarz Zieliński, Robert Cholewa i ojciec Julki
- 2009: Sprawiedliwi jako ksiądz
- 2008: 39 i pół jako mężczyzna
- 2007: Ekipa jako pan naftowy
- 2007: M jak miłość jako Antoni Siatkowski
- 2007: Prawo miasta jako Hubert Szulc
- 2007: Odwróceni jako lekarz (odc. 1)
- 2007: Regina jako burmistrz
- 2006: Mrok jako Rafał Lipski
- 2005: Dziki 2: Pojedynek jako Rajtar
- 2005: Fala zbrodni jako kapitan Andrzej Snarski (odc. 31)
- 2005: Kochankowie Roku Tygrysa jako Stankiewicz
- 2005: Klinika samotnych serc jako Wojciech Broniecki
- 2003: Na dobre i na złe jako Mikołaj Marny
- 2002–2004: Samo życie jako Zbigniew Wrona
- 2002: Zaginiona jako dziennikarz
- 2002: Przedwiośnie jako proboszcz
- 2002: Pianista
- 2000: Miodowe lata jako stomatolog (odc. 41)
- 2000: Twarze i maski jako Stefan Wolski
- 1999: Ajlawju jako sanitariusz
- 1999: Pierwszy milion
- 1999: Tydzień z życia mężczyzny jako kupujący mieszkanie
- 1998: Ekstradycja
- 1998: 13 posterunek jako dziennikarz Józef (odc. 16)
- 1998: Demony wojny według Goi jako telegrafista
- 1997–1999: Klan jako Marian Lesiewicz
- 1997: Przystań jako Marek
- 1996: Król olch
- 1995: Wielki Tydzień jako szmalcownik
- 1995: Nic śmiesznego jako mężczyzna wychodzący od dentysty
- 1994: Szczur jako „Fala”